# Targowisko (województwo wielkopolskie)
Targowisko – wieś w Polsce położona w województwie wielkopolskim, w powiecie leszczyńskim, w gminie Lipno.

## Nazwa
Miejscowość wyodrębniła się z sąsiedniej wsi Radomicko, które w XIII wieku wymieniono pośród dóbr klasztoru lubińskiego. Później kiedy Radomicko stało się wsią szlachecką benedyktynom została jedynie część tej osady. Dla posiadłości klasztornych w Radomicku przyjęła się z czasem nazwa Targowisko, która bezpośrednio wiązała się z funkcjonowaniem w tym miejscu targu. W sfałszowanym około 1230 dokumencie pochodzącym według wstawionej w nim daty rzekomo z 1181 mowa jest o nadaniu praw targowych.
Wieś pierwotnie związana była z Wielkopolską. Ma metrykę średniowieczną i istnieje co najmniej od połowy XIV wieku. Wymieniona pierwszy raz w łacińskim dokumencie z 1355 jako „Targowiscze”, 1376 „Targoviszcze”, 1395 „Thargowisko”, 1424 „Thargowisko”, 1429 „Targowysko”, 1429 „Targowisko”, 1467 „Thargowycze”, 1467 „Thargowysko”, 1473 „Thargowiczsko”.

## Historia
Osada przynależała pierwotnie do opola krzywińskiego, które było na tym terenie lokalnym reliktem przedpaństwowej wspólnoty rodowo-terytorialnej, a w późniejszym okresie stało się administracyjnym podokręgiem kasztelanii. Wieś była początkowo własnością rycerską, a później własnością kościelną, czyli należącą do kleru, majętnością klasztoru w Lubiniu. W 1530 Targowisko leżało w powiecie kościańskim Korony Królestwa Polskiego. W 1510 należało do parafii Górka obecnie Górka Duchowna.
Historia miejscowości wiąże się początkowo z historią wsi Radomicko ponieważ w średniowieczu Targowisko było jej częścią. W 1230 rycerz Jan nadał klasztorowi w Lubiniu swoją wieś Radomicko, której częścią była obecna wieś Targowisko. Według falsyfikatu datowanego na 1181, a sporządzonego w 1230 książę wielkopolski Władysław III Laskonogi wśród posiadłości benedyktynów lubińskich wymienił m.in. Radomicko z karczmami, cłem oraz pełnym prawem targowym. Dokument ten uchodzi obecnie wśród historyków za sfałszowany, a podane w nim informacje nie są uznawane za prawdziwe jednak kolejny dokument pochodzący z 1258 mówi o tym, że książę wielkopolski Bolesław Pobożny dokonał jego transumacji. W 1277 książę wielkopolski Przemysł II zwolnił wsie klasztoru lubińskiego, w tym Radomicko od powinności opolnych, wyłączając wieś z opola krzywińskiego i tworząc z nich osobne opole złożone tylko z wsi klaszt. Według falsyfikatu spisanego w 1302 książę Przemysł II w 1294 potwierdził posiadłości klasztoru lubińskiego, a w tym także posiadanie m.in. Radomicka z połową młyna oraz stawu. W 1376 Targowisko notowane było jako wieś należąca do klasztoru lubińskiego. W 1393 król polski Władysław Jagiełło uwolnił od podatków oraz innych powinności zniszczone przez wrogów Królestwa Polskiego dobra klasztorne benedyktynów lubińskich, a w tym m.in. Targowisko.
Od połowy XIV wieku benedyktyni lubińscy procesowali się z lokalna szlachtą o majętności w Targowisku w tym o młyn oraz staw. Spór ten powtarzał się w kilku odsłonach aż do XVI wieku. W 1355 sąd ziemski poznański przysądził opatowi lubińskiemu połowę młyna oraz stawu w Radomicku, leżących od strony zwanej Targowisko, wbrew roszczeniom Dobiesława oraz Tomasza z Zieleńca (wsi w powiecie pyzdrskim), oraz ich rodzeństwa. W 1449 woźny sądu ziemskiego zeznał, że ustawił 29 kopców na granicy między Mórkowem, a Smyczyną, poczynając od Krzycka, a kończąc na dziedzinie zwanej Targowisko. W 1513 odnotowany został „Wielki Młyn” w Radomicku leżący na granicy Radomicka i Targowiska. W 1518 zawarto ugodę sądową pomiędzy opatem lubińskim Błażejem, a właścicielem Radomicka Piotrem Radomickim w sprawie budowy nowego młyna. Przy okazji opisano relacje własnościowe oraz okolicę obu wsi. Ustalono, że Błażej przy pierwszej budowie miał dać dwa kamienie młyńskie i żelaza do kół wodnych, a młynarz miał sam zbudować młyn. Radomicki zobowiązał się do wykopania rowu oraz ogrodzenia ziemi koło młyna, tak aby zwierzęta młynarza nie czyniły szkód ludziom z Targowiska. Grunt, na którym miała stanąć budowla, nie miał należeć do Radomicka, ale pozostać własnością opata. Natomiast grunt ogrodzony ma być wspólnie wykorzystywany przez ludzi z Targowiska oraz korzystających z młyna. Młynarz miał być poddanym dziedziców z Radomicka. Brzeg oraz połowa rzeki miała, tak jak to było wcześniej, należeć do opata, ale staw miał już należeć do Radomickich. W przypadku gdy młyn i staw zostałyby zlikwidowane wtedy połowa miejsca po nim przekształcona miała być na pastwisko należące do Targowiska. Z pracy młyna Radomiccy mieli płacić rocznie opatowi mąką z 18 miar pszenicy. W umowie określono, że jeśli młyn spłonąłby z winy młynarza lub Radomickich, mieli go na własny koszt odbudować, a gdyby spłonął bez ich winy, opat ponownie da na budowę kamienie oraz żelaza, Radomiccy dadzą drewno, a młynarz odbuduje na swój koszt. W przypadku gdy po spaleniu Radomiccy nie odbudują młyna, może go odbudować opat, a wtedy to on został zobowiązany do płacenia Radomickim 18 miar mąki rocznie.
Miejscowość odnotowano również w historycznych rejestrach poborowych. W 1510 wieś Targowisko należąca do opata lubińskiego miała 8 łanów osiadłych oraz 3,5 łana sołeckiego, które podzielone były pomiędzy sołtysów, z czego jeden łan był opuszczony. W 1530 pobrano podatki od 2 łanów. W 1563 pobór odbył się od 14,5 łana, karczmy dorocznej, jednego rzemieślnika. W 1571 pobór odbył się od 14,5 łana, karczmy dorocznej, 5 zagrodników, dwóch komorników. W 1581 pobór od 9,5 łana osiadłego, dwóch zagrodników oraz dwóch rzemieślników.
Wieś duchowna, własność opata benedyktynów w Lubiniu pod koniec XVI wieku leżała w powiecie kościańskim województwa poznańskiego w Rzeczypospolitej Obojga Narodów.
W wyniku II rozbioru Rzeczypospolitej w 1793, miejscowość przeszła w posiadanie Prus i jak cała Wielkopolska znalazła się w zaborze pruskim. W okresie Wielkiego Księstwa Poznańskiego (1815-1848) miejscowość wzmiankowana jako Targowisko należała do wsi większych w ówczesnym pruskim powiecie Kosten rejencji poznańskiej. Targowisko należało do okręgu śmigielskiego tego powiatu i stanowiło część majątku Górka Duchowna, który należał wówczas do Bojna. Według spisu urzędowego z 1837 roku Targowisko liczyło 175 mieszkańców, którzy zamieszkiwali 21 dymów (domostw).
W latach 1975–1998 miejscowość położona była w województwie leszczyńskim.